# Bandikui
Bandikui é uma cidade e um município no distrito de Dausa, no estado indiano de Rajastão.

## Geografia
Bandikui está localizada a 27° 03′ N, 76° 34′ L. Tem uma altitude média de 280 metros (918 pés).

## Demografia
Segundo o censo de 2001, Bandikui tinha uma população de 16,292 habitantes. Os indivíduos do sexo masculino constituem 53% da população e os do sexo feminino 47%. Bandikui tem uma taxa de literacia de 73%, superior à média nacional de 59.5%; com 60% para o sexo masculino e 40% para o sexo feminino. 13% da população está abaixo dos 6 anos de idade.